# Boleum asperum
Boleum asperum là một loài thực vật có hoa trong họ Cải. Loài này được (Pers.) Desv. mô tả khoa học đầu tiên năm 1814.